# St. Marien (Rotta)

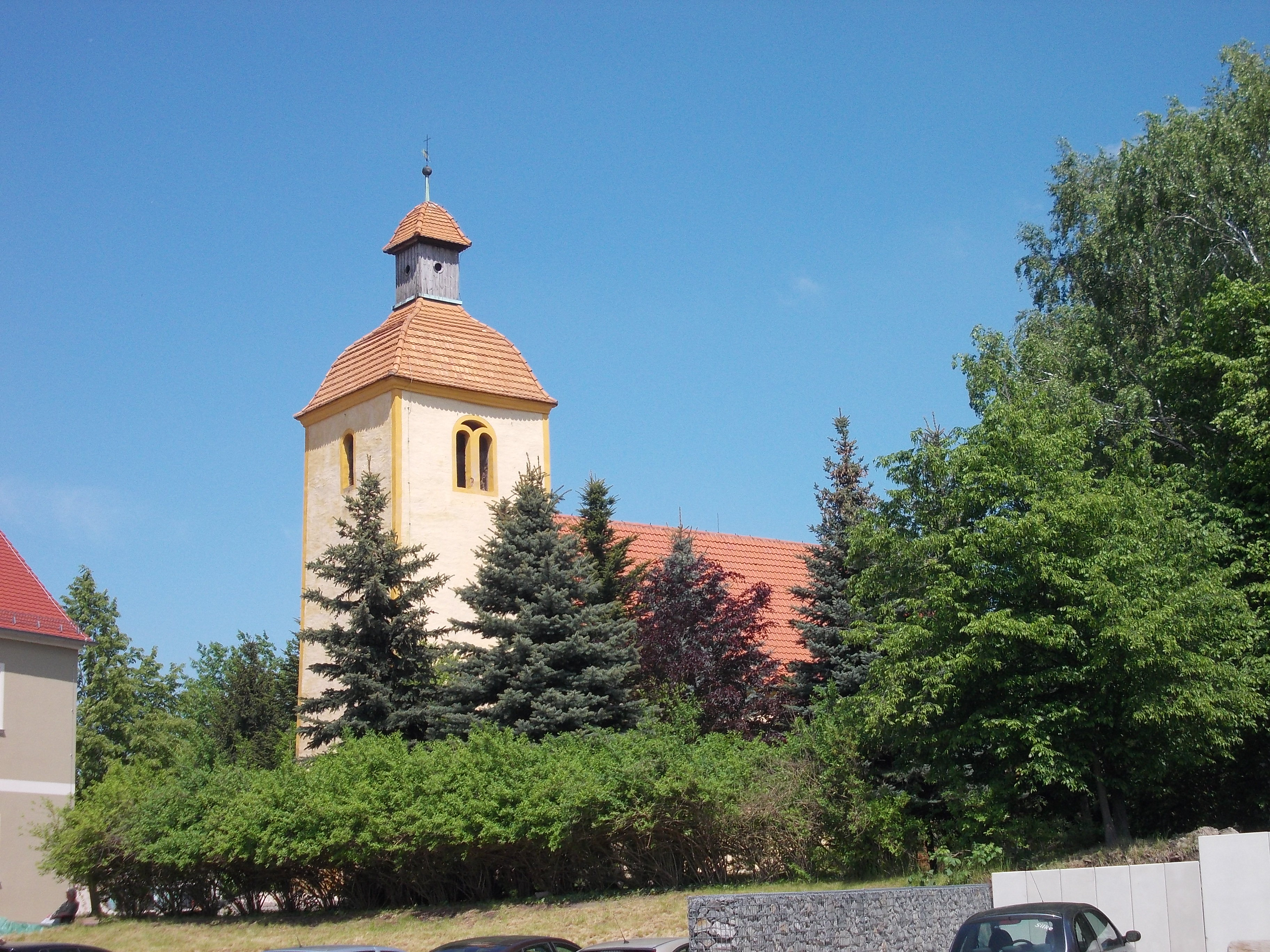
Dorfkirche Rotta

Die evangelische Kirche St. Marien ist eine barocke Saalkirche im Ortsteil Rotta von Kemberg im Landkreis Wittenberg in Sachsen-Anhalt. Sie gehört zum Pfarrbereich Kemberg im Kirchenkreis Wittenberg der Evangelischen Kirche in Mitteldeutschland (EKMD).

## Geschichte und Architektur
Die Kirche ist ein verputztes Feldsteinbauwerk aus einem Rechtecksaal mit dreiseitigem Ostschluss und einem quadratischen Westturm mit geschweifter Haube und Laterne aus der Zeit um 1700. Instandsetzungs- und Restaurierungsarbeiten wurden in den Jahren 1990–1994 durchgeführt.

## Ausstattung
Die erhaltene barocke Ausstattung des Innern ist beachtenswert. Eine hölzerne Flachdecke mit barocker Malerei von Michael Adolf Siebenhaar aus dem Jahr 1704 schließt das Innere ab. Drei Achteckfelder mit Christussymbolen, Engeln und Wolken sind von Akanthusranken gerahmt. In den zwickelartigen Seitenfeldern sind posauneblasende Engel dargestellt. Eine Hufeisenempore mit Szenen der biblischen Geschichte in den Brüstungsfeldern ist eingebaut; sie wurde im Westen im 20. Jahrhundert nach Osten verbreitert. 
Das Hauptstück der einheitlich barocken Ausstattung ist ein Altaraufsatz, der über der Predella mit der Abendmahlsdarstellung ein von gedrehten, weinlaubumwundenen Säulen und üppigen Akanthusranken flankiertes Kreuzigungsgemälde zeigt. Im Aufsatz ist die Auferstehung gemalt und von Palmsäulen und Akanthus gerahmt. Als Bekrönung zeigt ein kleines Gemälde das Pfingstwunder. Die hölzerne Kanzel ruht auf einer Palmsäule. Der polygonale Korb ist mit gedrehten Ecksäulchen gegliedert, in den Brüstungsfeldern sind die Evangelistensymbole dargestellt. An der Nordwand sind barocke Schnitzfiguren angebracht, welche die Muttergottes und zwei weibliche Heilige zeigen, sowie zwei kleine spätgotische Schnitzfiguren aus der Zeit um 1480. An der südlichen Außenwand sind mehrere barocke Grabsteine aufgestellt.
Die Orgel ist ein vermutlich im frühen 20. Jahrhundert entstandenes Werk.
Die beiden Glocken im Turm wurden 1520 und 1723 gegossen.